# Franz Werfel
Franz Werfel (født 10. september 1890 i Prag, død 26. august 1945 i Los Angeles) var en østrigsk forfatter, udvandrede fra Østrig ved nazisternes magtovertagelse. Han skrev ekspressionistisk lyrik som debutbogen Der Weltfreund fra 1911. Senere forfattede han romaner, hvori han gjorde sig til talsmand for medmenneskelighed, heroisme og religiøs tro.

## Bøger
Blandt hans mest kendte bøger kan nævnes:
- Der Weltfreund (1911)
- Verdi (1924, da. 1989)
- Studenterjubilæet (1928, da. 1929)
- De 40 dage i Musa Dagh (1933, da.1935)
- Det forliste Himmerige (1939, da. 1954)
- Et brev fra en kvinde (1941, da. 2016)
- Sangen om Bernadette (1941, da. 1948)
- De ufødtes Stjerne (1946, da. 1951)

## Skuespil
Franz Werfel eksperimenterede også med skuespil. Han skrev bl. a idédramaet Juarez und Maximilian (1924) og tragikomedien Jacobowsky og Obersten (1944, da. 1946).